# Binge drinking

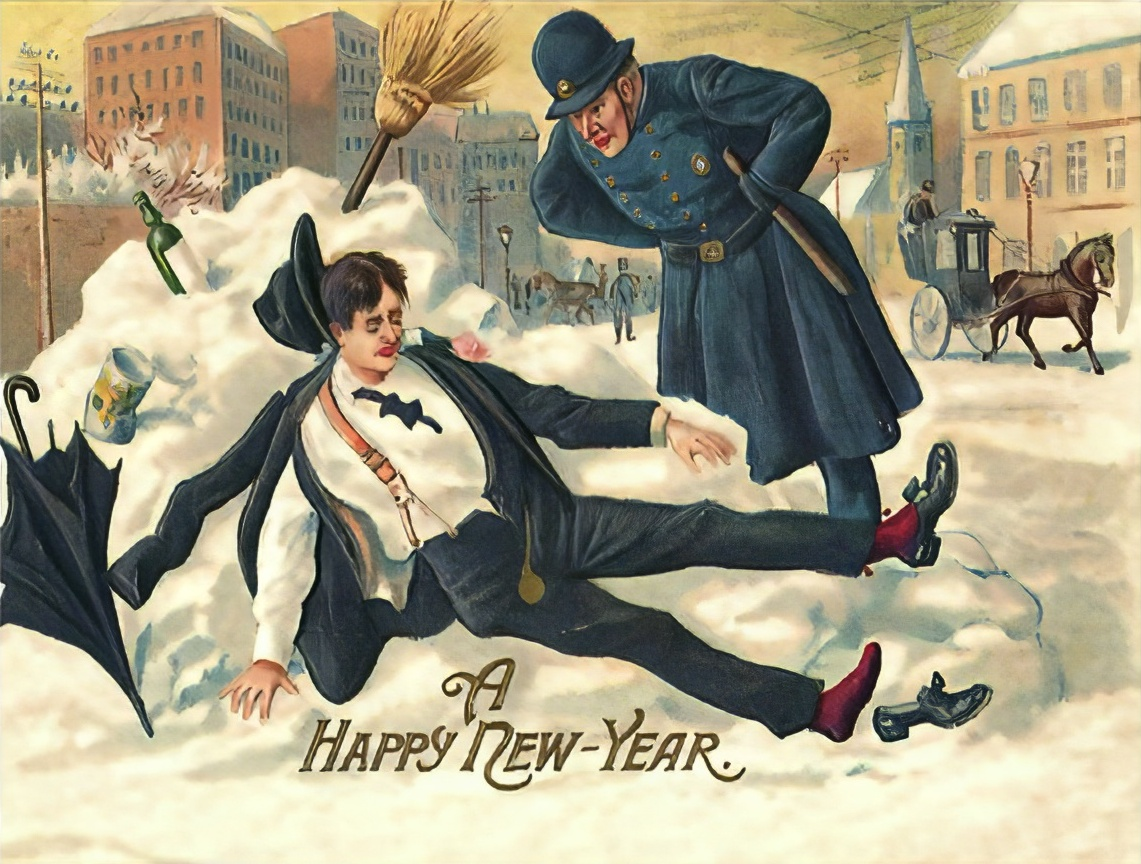
Immagine di una cartolina americana del 1912

Il binge drinking è l'assunzione di più bevande alcoliche in un intervallo di tempo più o meno breve. Secondo l'Osservatorio Nazionale Alcol dell'Istituto Superiore di Sanità esso corrisponde all'assunzione in un'unica occasione di consumo in breve tempo di oltre 6 Unità Alcoliche (UA = 12 grammi di alcol puro) di una qualsiasi bevanda alcolica. In questa definizione non è importante il tipo di sostanza che viene ingerita né l'eventuale dipendenza alcolica: lo scopo principale di queste "abbuffate alcoliche" è l'ubriacatura immediata nonché la perdita di controllo, che sostituisce la semplice volontà di degustare una bevanda. Spesso si associa al compimento di un reato, a volte è assunto come moda giovanile. L'esatta consistenza dell'intossicazione, comunque, varia da paese a paese. Il punto critico può essere raggiunto dopo molte ore o anche diversi giorni di assunzione. A causa degli effetti a lungo termine, il binge drinking è considerato uno dei più grandi problemi di salute al giorno d'oggi.
Il binge drinking è molto comune tra i maschi, colpisce l'adolescenza ed in prossimità della maturità. La prima assunzione di alcol per uomini e donne avviene all'età media di 15 anni, "età di passaggio" in cui si vuole essere indipendenti dalla famiglia e in cui si subiscono fortemente le influenze del gruppo dei pari. Molti bevitori non sono informati sui rischi sottesi a questo problema che rappresenta un'arma a doppio taglio nel momento in cui i costi economici per la comunità superano quelli sociali dovuti alla diffusione del fenomeno.
Il binge drinking ha diversi effetti su vari sistemi del corpo come quello neurologico, cardiaco, gastrointestinale, ematico, immunitario, endocrino e muscolo-scheletrico al pari degli altri fattori di rischio per la salute mentale. Circa un terzo di adolescenti abusa in maniera critica di alcolici, e almeno il 6% ha un membro in famiglia con problemi alcol-correlati.
Approssimativamente, una donna su venticinque assume dosi critiche di alcol durante la gravidanza, tanto da indurle a subire la sindrome alcolica fetale e altre patologie correlate al feto. Durante l'adolescenza, invece, il fenomeno è collegato ad incidenti stradali, comportamento violento e tentativi di suicidio. Più spesso un giovane bevitore è più incline al binge drinking dei propri coetanei che soffrono già di disturbi legati all'assunzione di alcolici. Un ampio numero di giovani bevitori, inoltre, è anche tossicodipendente.

## Definizioni
Non c'è consenso tra gli alcologi su come quantificare il binge drinking, ma negli Stati Uniti il termine è usato spesso per indicare l'assunzione di cinque o più superalcolici in una sola volta. In Inghilterra, il binge drinking è definito come l'assunzione doppia di quanto si fa quotidianamente, cioè otto superalcolici o più per i maschi e sei o più per le femmine. Rimangono controversie su come definire il binge drinking: la definizione ufficiale ancora non considera i contesti nei quali avviene il fatto.
Altre meno comuni definizioni sono basate sulla concentrazione di alcol nel sangue, ad esempio, il National Institute on Alcohol Abuse and Alcoholism degli Stati Uniti (NIAAA) recentemente ha dichiarato che il binge drinking si verifica con una concentrazione di 0,08% o superiore indipendentemente dal numero di alcolici assunti in una volta.
I risultati di una ricerca dimostrano che gli studenti universitari spesso definiscono in maniera diversa il binge drinking a seconda delle proprie abitudini alimentari, insieme a quei bevitori che considerano un ventaglio di definizioni superiore ai non bevitori. Se è presa in considerazione la definizione quantitativa, il rapido consumo in un breve periodo di tempo con l'intenzione di intossicarsi rientra spesso nell'utilizzo verbale del termine, fino a che si può rimanere relativamente sobri dopo quattro o cinque superalcolici assunti durante il corso della serata e a stomaco pieno.
Negli Stati Uniti qualche volta il termine “etilismo estremo” è utilizzato per descrivere diverse forme di binge drinking in seguito all'assunzione di dieci o più superalcolici in una sola volta. Dopo due o tre ore, un adulto potrebbe avere una concentrazione di circa 0,20% di alcol nel sangue.

## Eziologia
Le motivazioni che spingono i giovani ad avvicinarsi all'alcol sono: i ragazzi per uniformarsi al gruppo e per provare sensazioni piacevoli; le ragazze per solitudine, per scappare dai problemi, per curarsi dalla depressione.
Secondo una recente ricerca i giovani bevono perché:
1. è divertente (36%)
2. disinibisce (25%)
3. rende felici (25%)
4. fa dimenticare i problemi (14%)

Altri motivi comprendono la socializzazione, la suggestione e l'erotismo.
I "binge drinker" bevono maggiormente cocktail, birra e vino mentre in misura minore i liquori. Sono attenti alla moda dell'"happy hour" proposta dai pub in stile inglese, dove in ore pomeridiane viene venduta birra a prezzi inferiori rispetto alla sera.
I fattori di rischio per gli etilisti critici includono:
1. status sociale inferiore
2. molte disponibilità economiche
3. suggestionabilità
4. pessimo self-control
5. delinquenza minorile
6. disturbi della condotta
7. problemi emotivi
8. bevute di gruppo
9. problemi in famiglia
10. altri fattori ambientali che possono indurre al consumo critico di alcol (es. criminalità organizzata, sistema penale inefficiente, ecc.)[1]

Il binge drinking è spesso associato con ridotte relazioni amicali, incidenti, vandalismo, violenza, dispersione scolastica e altri problemi sociali. Anche sotteso con un rischio crescente di attività sessuale non protetta, sono le gravidanze indesiderate ed il rischio di contrarre l'infezione HIV. Il 10% di donne ed il 19% di uomini ha registrato un tentativo di aggressione sotto effetto di alcolici. I maschi che bevono più di 35 superalcolici a settimana dichiarano di aver subito violenze fisiche mentre il 15% ammettono di aver aggredito a loro volta. Circa il 16% di etilisti critici dichiarano di bere per motivi erotici ed l'8% dichiara di averlo fatto per un anno. Il binge drinking può causare diversi danni sull'organismo come alterazione della omeostasi, variazione circadiana, aritmia cardiaca, ischemia, variazioni nella pressione del sangue, scompensi delle piastrine, menomazioni ormonali nonché effetti perversi sul feto se gravide e danni al cervello Il binge drinking è anche associato al ciclo mestruale femminile. Chetoacidosi può intervenire sia in chi abusa di alcol sia nei bevitori critici.

### Fattori ereditari
Ricerche recenti dimostrano che giovani bevitori che assumono 4/5 superalcolici in più di tre occasioni nelle ultime due settimane sono statisticamente 19 volte più propense a sviluppare una dipendenza alcolica rispetto ai non bevitori, specialmente il rapporto tra fattori ereditari e quelli ambientali. Approssimativamente il 40% degli etilisti dichiara di averne abusato durante l'adolescenza. Episodi reiterati di abuso di alcolici, specialmente in giovane età, accrescono il rischio di contrarre disturbi alcol-correlati (ICD-10, sindrome da dipendenza), specialmente per coloro che iniziano a bere prima del compimento del quindicesimo anno di età.
La principale causa di decesso per i giovani etilisti critici è rappresentata dagli incidenti stradali, dei quali un terzo coinvolgono giovanissimi tra i quindici ed i venti anni. Corridori e pedoni sono spesso vittime dei cd. “pirati della strada” e in aggiunta ci sono molti giovani che risultano a bordo dell'automobile insieme al pilota ubriaco. In America il 50% di tutti gli incidenti stradali sono causati dall'abuso di alcolici. Violenza e tentativi di suicidio sono diventati la terza causa più frequente di decessi sopravvenuti al consumo critico di sostanze tra gli adolescenti per i quali il rischio di suicidio è maggiore di quattro volte rispetto ai non bevitori.
Giovani bevitori di sesso femminile rischiano di subire violenza sessuale tre volte di più rispetto alle loro coetanee non bevitrici; il 50% di ragazze minorenni denunciano le violenze sessuali mentre erano sotto l'influenza di alcolici o altre sostanze stupefacenti. Questi, insieme ad altri fattori, concorrono all'eziologia del binge drinking: l'attività sessuale precoce, anche con partner diversi, alto tasso di gravidanze indesiderate, malattie trasmissibili sessualmente, sterilità, danni inferti al feto.
Ragazzi che regolarmente partecipano a bevute di gruppo per diversi anni mostrano, in base alle analisi radiografiche, minori dimensioni dell'ippocampo, in particolare coloro che iniziano a bere molto presto. Il continuato è associato a deficit neuro-cognitivi del lobo frontale nonché problemi legati all'udito e alla memoria orale (Sindrome di Korsakoff). Gli esperimenti sugli animali indicano che gli effetti neurodegenerativi dovuti all'abuso etilico durante l'adolescenza possono essere anche permanenti, anche se tali effetti non sono del tutto stati chiariti dalla scienza medica.
Negli adulti, il binge drinking è più comune nelle persone celibi/nubili, con un livello d'istruzione inferiore e poco e per nulla religiose. La cultura e il condizionamento del gruppo svolgono un ruolo importante nel portare al binge drinking.

### Fattori socio-culturali
Le religioni rappresentano da sempre un disincentivo al consumo di bevande alcoliche. Basti guardare al quinto precetto del buddismo che impedisce di assumere sostanze inebrianti (Pancasila), all'accostamento paolino tra ubriachi e peccatori (Epistola ai Corinti 6,9), per i musulmani addirittura è maledetto (Corano 2: 219).
Il progetto migratorio di ciascuno si riflette nelle nuove rappresentazioni dell'alcol, venendo a cadere così i luoghi comuni che associano l'etilismo ai paesi nordici. In base a una ricerca compiuta presso immigrati cingalesi tra Mestre e Venezia si è scoperto che l'abitudine di assumere bevande alcoliche era già presente prima dell'ingresso in Italia e che rispondeva alla cultura tradizionale locale. Ad es. in Sri Lanka «l'alcol svolge anche una funzione di prestigio sociale: il numero di bottiglie servite in una festa costituisce segno di ricchezza». Non c'è cultura umana che non conosca l'utilizzo dell'alcol e chi non ha uva la ottiene da altre materie: i cinesi dal riso, i kazaki dal latte delle giumente, gli arabi dalle palme, ecc.

## Epidemiologia
Tra gli studenti americani, circa la metà dei maschi e il 39% delle femmine soffre di binge drinking. Differenze etniche sussistono tra bevitori latino-americani seguiti dagli autoctoni che hanno il livello più alto di questo problema. Gli afroamericani, invece, hanno un basso livello seguiti dagli asiatici. In quest'ultimo caso la predisposizione è dovuta alla presenza nel DNA di queste persone di un gene particolare aldehyde dehydrogenase gene (ALDH2, Cromosoma 12) che non permette di metabolizzare bene l'alcol e di conseguenza concorre al verificarsi di alcuni effetti perversi quali l'eruzione cutanea.
Le persone, inoltre, che sono omozigoti del aldehyde dehydrogenase gene (ALDH2, Chromosome 12) sono meno propensi a soffrire di binge drinking dovuto agli effetti perversi di un bere moderato.
L'intossicazione acuta, così come il binge drinking nonché l'alcolismo, sono indicati come fattori di rischio per i tentativi di suicidio.

### Sistema nervoso centrale
Scompensi nella memoria e nei modelli cognitivi possono riscontrarsi in tutti gli etilisti critici così come l'incapacità a controllare gli impulsi. In aggiunta, la percezione delle informazioni per via orale o visuale risulta ritardata. Gli studi compiuti sugli adolescenti dimostrano che il consumo etilico critico continuato può causare scompensi cognitivi a lungo termine. Negli adulti, invece, solo un esperimento non dimostra alcuna correlazione tra binge drinking e scompensi cognitivi.
Altri scompensi possono registrarsi tra gli amminoacidi inibitori e stimolati nonché mutamenti nel rilascio di acetilcolina, dopamina, noradrenalina e serotonina nel sistema nervoso centrale, con l'incremento di tossine, problemi psicologici e danni irreversibili sia nei minorenni che negli adulti.
Gli esperimenti compiuti sulle cavie indicano che l'alcol è più tossico durante l'adolescenza che dopo; tentativi effettuati sugli esseri umani, invece, indicano che gli etilisti cronici possedevano delle strutture cerebrali sottosviluppate rispetto ai propri coetanei non bevitori. Sebbene le comparazioni sperimentali tra esseri umani ed animali sono piuttosto difficili, i danni a lungo termine causati al sistema cognitivo sono gli stessi di quelli dei bevitori contratti durante l'adolescenza o più tardi.

### Gravidanza
Il binge drinking è il più importante fattore di rischio per danni arrecati al feto, in particolare sulle capacità sensoriali e sullo sviluppo psichico del fanciullo approssimativamente una su cinque donne bevitrici e una su venticinque donne incinte. Il binge drinking durante la gravidanza è associato alla Sindrome alcolica fetale, complicazioni alla nascita e disturbi di tipo neurologico. Il neonato dopo la nascita può soffrire di ritardo mentale o problemi di apprendimento, di memoria, di attenzione, di gestione e socializzazione. Difetti estetici, deformità scheletriche e organiche così come una minore circonferenza del cranio sono tutti rischi che comporta il parto.
Gli esperimenti sulle pecore indicano che il livello d'intossicazione di tipo neurologico può essere dovuto all'acidemia e all'ipercapnia.
Il binge drinking durante la gravidanza è anche associato ad un aumento del rischio che di aborto spontaneo.

### Sopravvenuto decesso
Il binge drinking è anche associato al colpo apoplettico e a morte improvvisa che sono più frequenti nei paesi dove il consumo di alcolici è maggiore. La fase di regressione di un episodio di binge drinking è anche associata con ischemie, emorragia subaracnoidea e altre emorragie. Nei giovani che soffrono di scompensi cardiaci, è maggiore il rischio di contrarre ischemia miocardiaca e angina.
Il binge drinking ha effetti deleteri sul metabolismo, sul profilo lipidico, sulla coagulazione del sangue e sulla fibrinolisi, sulla pressione del sangue e sui fasci vascolari associati a embolia ed infarto. I bevitori critici che credono di essere dei consumatori normali hanno un rischio maggiore di contrarre problemi cardiovascolari anche letali a causa degli effetti avversi che il consumo critico ha sul sistema di conduzione elettrica cardiaca e sui processi di aterotrombosi.
Il rischio più frequente nel consumare dosi elevate di superalcolici in un così ristretto intervallo di tempo è l'avvelenamento ematico cd. “overdose”, che può condurre a conseguenze letali. Rimanere soffocati dal proprio vomito e altresì una causa di morte, così come cadute, combattimenti, incidenti stradali e gare su auto-motoveicoli.

### Sistema endocrino
La vescica può subire seri danni se riempita oltre le sue proprie normali capacità; ciò capita nei casi di etilisti critici che hanno assunto quantità abnormi di superalcolici ma che non percepiscono, per un disturbo dei neurotrasmettitori, il bisogno di urinare. I sintomi comprendono panico e uremia. Il tasso di ricovero è alto con maggiori rischi dovuti a setticemia. In Inghilterra il binge drinking si sta diffondendo a macchia di leopardo così come aumentano le spese di intervento chirurgico sull'addome.

## Diagnosi
Ai fini di identificare un disturbo da abuso di alcol per valutare il binge drinking, si utilizza un arco di tempo di 6 mesi precedenti ai quali si eliminano i falsi negativi. Per es. si è scoperto che l'uso di un intervallo di tempo di due settimane per la valutazione delle abitudini alimentari porta al 30% dei regolari bevitori erroneamente ad essere classificati come se non avessero un disturbo d'uso di alcol.

## Prognosi
(Canevicci)
A causa dei rischi cui incorrono gli adolescenti nelle terapie farmacologiche, gli esperti concordano che sono necessari interventi di tipo preventivo quali ad es. controlli periodici, riabilitazione psicosociale e tutor coetanei che possono ridurre il livello di consumo critico.
In alcuni casi si ricorre alla psicoterapia coinvolgendo i familiari del paziente. Un'efficace strategia di intervento adatta agli adolescenti è il counselling organizzato in tre o quattro sedute, anche di gruppo, ciascuna di 30-60 minuti. Durante la terapia si cerca di valutare i modelli comportamentali associati al bere e, se non è possibile estinguere del tutto la sete, si cerca di educare al “bere responsabile”. In ogni caso, chi termina con successo una terapia per la disintossicazione etilica, non può più tornare a bere, pena il rischio di ricadere nella dipendenza.

## Difesa sociale
Il binge drinking è considerato nocivo, indipendentemente dall'età di una persona, e ci sono state richieste per gli operatori sanitari di prestare maggiore attenzione alle proprie abitudini di consumo dei pazienti, soprattutto ex bevitori.
Alcuni ricercatori ritengono che aumentare l'età legale per bere alcolici così come di screening brevi da parte degli operatori sanitari sono il mezzo più efficace per ridurre la morbilità e la mortalità associata al binge drinking.
I programmi negli Stati Uniti hanno pensato a molti modi per aiutare a prevenire il binge drinking. I Centri per il Controllo delle Malattie e la Prevenzione propongono di aumentare il costo dell'alcol o delle accise, inibendo le modalità per ottenere una licenza per vendere alcolici (cd. "densità di uscita"), e l'attuazione di applicazione di leggi più rigorose per i minorenni. Ci sono anche una serie di approcci di consulenza individuale, come colloqui motivazionali e gli approcci cognitivo-comportamentali, che hanno dimostrato di ridurne il consumo tra gli studenti universitari. Nell'agosto del 2008, un gruppo di ricercatori ha affermato che l'abbassamento del età legale per bere a 18 anni sia stato un modo per frenare la cultura del bere tra gli studenti universitari. Tale idea è attualmente soggetta a controversie: i favorevoli sostengono che la legge induce al bere clandestino e lo rende più pericoloso di ciò che sembra, mentre gli avversari sostengono che così facendo può solo peggiorare il problema.

## Prospettive sulla lotta albinge drinking
In Inghilterra questo problema costa alle casse del governo circa 20 miliardi di sterline l'anno pari a 17 milioni di giorni di lavoro perduti dovuti alle patologie alcol-correlate. Il costo sugli impiegati è stimato intorno ai 6,4 miliardi e il costo annuale sul sistema sanitario nazionale ammonta a circa 2,7 miliardi di sterline l'anno. Occorre prendere seri provvedimenti sia sul livello scientifico al fine di comprendere meglio il fenomeno sia sul livello pragmatico per informare i giovani sui rischi del binge drinking.
In Italia sussiste ancora una forte cultura alcolista. I giovani sono prematuramente iniziati al consumo di alcolici, anche sotto forma di dolci con dirette ricadute sulla salute, sull'economia e sul lavoro. Mai quanto in questo caso è richiesto un impegno di tutti i settori produttivi e politici per far fronte all'emergenza: tramite le forze di polizia per prevenire le sofisticazioni, es. del metanolo e altri additivi; tramite l'agricoltura per migliorare la qualità dei prodotti ed eliminare le partite scadenti ed invendute; tramite i mass media si tratta di limitare la pubblicità specialmente dei superalcolici; tramite l'ambiente si tratta di promuovere la raccolta differenziata in modo da riciclare i contenitori inutilizzati delle bevande.
Efficaci strategie per ridurre il binge drinking, quindi, sono: aumentare l'attenzione pubblica e diffondere informazioni sui rischi derivati dal fenomeno, magari conducendo inchieste dai dipartimenti di emergenza sul comportamento pericoloso e persuadere i giovani ad accettare counselling individuali o in gruppo, incoraggiare le attività di ricreazione come ad es. discipline fisiche e competizioni sportive, la previsione di programmi educativi, l'assistenza specialistica ed il tutoring.